# Thaumasura bidens
Thaumasura bidens är en stekelart som först beskrevs av Boucek 1988.  Thaumasura bidens ingår i släktet Thaumasura och familjen puppglanssteklar. Inga underarter finns listade i Catalogue of Life.